# Zakir Hussain (Musiker)

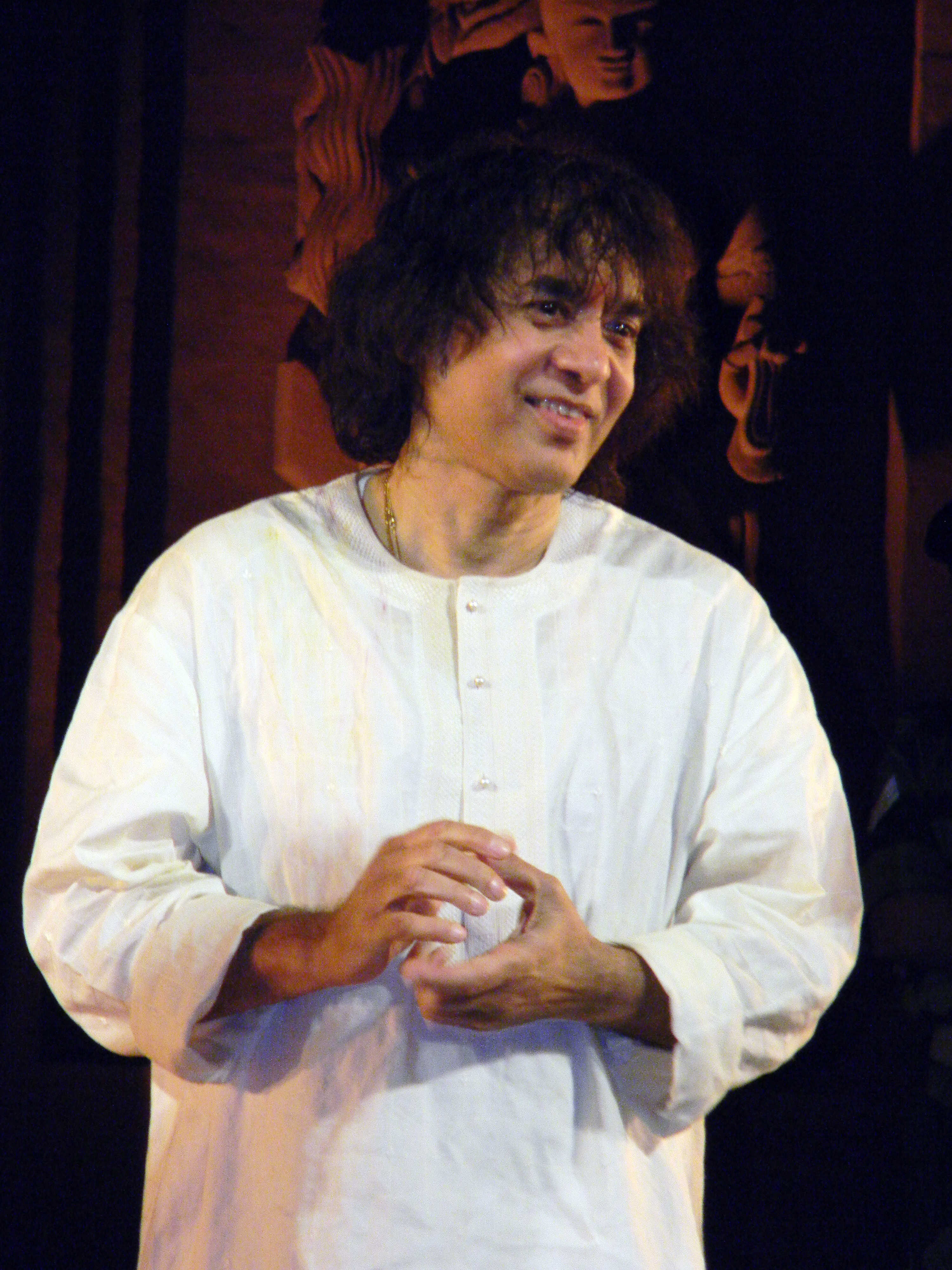
Zakir Hussain (2012)

Zakir Hussain Allarakha Qureshi (* 9. März 1951 in Bombay; † 15. Dezember 2024 in San Francisco) war ein indischer Tabla-Spieler und Komponist. Daneben spielte er unter anderem Dhol, Dholak, Dholki und Khol sowie die Kesseltrommel Duggi.
Außerhalb Indiens wurde er vor allem für seine Mitwirkung bei John McLaughlins Gruppe Shakti, den Aufnahmen mit verschiedenen Perkussion-Ensembles und seine Zusammenarbeit mit Musikern wie George Harrison, Joe Henderson, Van Morrison, Jack Bruce, Tito Puente, Pharoah Sanders, Billy Cobham, Mickey Hart, Trilok Gurtu oder Bill Laswell (Material) bekannt.
Die nordindische Musiktradition, aus der er kam, spielte aber die bedeutendste Rolle in seinem musikalischen Schaffen. Wie er selbst sagte, spielte er zu 80 Prozent klassische indische Musik. Dass er als Musiker in seiner Heimat längst anerkannt war, zeigt sich auch darin, dass er ein gefragter Mitmusiker von Künstlern wie Ravi Shankar (Sitar), Ali Akbar Khan (Sarod), Shiv Kumar Sharma (Santur) oder dem Kathak-Tänzer Birju Maharaj war.

## Biographie
Schon im Alter von drei Jahren wurde er Schüler seines Vaters, des Tabla-Spielers Alla Rakha. Im Alter von zwölf Jahren hatte er gemeinsam mit ihm seinen ersten öffentlichen Auftritt und wurde bald von vielen als Wunderkind betrachtet. Mit 13 Jahren traf er George Harrison, der nach Indien gekommen war, um beim Sitar-Meister Ravi Shankar zu studieren. Alla Rakha war der Tablavirtuose, mit dem Shankar seine meisten Auftritte und Schallplattenaufnahmen machte. So kam Hussain zu seinen ersten Eindrücken von kontemporärer westlicher Popmusik. Harrison war in der Folge einer der ersten westlichen Musiker, die die Zuhörer in Amerika und Europa mit der indischen Musik bekanntmachten, in einer Fusion, die Hussain selbst in späteren Jahrzehnten weiterführte. Zakir Hussain hat zwei jüngere Brüder, die ebenfalls Musiker sind: Fazal Qureshi (* 1961) und Taufiq Qureshi (* 1962).
1970 reiste Hussain in der Begleitgruppe Shankars zum ersten Mal in die USA und hatte seinen ersten Auftritt außerhalb Indiens im Fillmore West in San Francisco. Noch im selben Jahr übersiedelte er in die USA. 1973 war er Gründungsmitglied der Tal Vadya Rhythm Band, aus der sich in den folgenden Jahren die Diga Rhythm Band entwickelte (mit der Mickey Hart erstmals 1976 zusammenarbeitete). Gemeinsam mit dem Saxophonisten John Handy und dem Sarod-Spieler Ali Akbar Khan spielte er 1975 auf Initiative von Joachim Ernst Berendt das Album Karuna Supreme ein, dem 1980 das Album Rainbow (verstärkt um L. Subramaniam) folgte.
1975 bekam er eine Einladung des britischen Gitarristen John McLaughlin, und gemeinsam mit dem südindischen Violinisten L. Shankar und dem südindischen Ghatamspieler T. H. Vinayakram schufen sie die Fusion-Gruppe Shakti. Diese Formation bestand bis 1977, nahm drei richtungsweisende Alben auf und spielte erfolgreiche Konzerttourneen sowohl im Westen als auch in Indien. Während der 1980er Jahre spielte Hussain eine Reihe von Konzerten mit Zakir Hussain’s Rhythm Experience und war Gastmusiker bei einer Vielzahl vor allem US-amerikanischer Pop- und Jazzmusiker. Zu einer ersten Reunion von Shakti kam es 1984 für eine Tournee in Indien.
1992 gründete er das Plattenlabel Moment! Records. Veröffentlicht wurden dort neben Weltmusik-Alben Hussains – auch seines Perkussion-Ensembles Rhythm Experience – vor allem Liveaufnahmen von Konzerten von Künstlern der klassischen nord- und südindischen Musik und die Serien Best of Shakti und Masters of Percussion. Von 1997 bis 2000 spielten McLaughlin und Hussain mit einer Reihe wechselnder indischer Musiker, unter anderem Hariprasad Chaurasia (Flöte), in der Gruppe Remember Shakti erneut zusammen.
Seit den späten 1980ern arbeitete Hussain auch immer wieder mit dem New Yorker Bassisten und Produzenten Bill Laswell zusammen. Anfang der 2000er Jahre gründeten sie die Gruppe Tabla Beat Science, die eine weitere Form der Ost-West-Fusion schuf. Daneben arbeitete er im Duo mit dem Jazzsaxophonisten George Brooks, mit dem er auch die Gruppe Summit mit Fareed Haque, Kai Eckhardt und Steve Smith gründete, die zuletzt 2010 das Album Summit: Spirit and Spice vorlegte.
2015 gewann er in den Down Beat Kritiker-Polls in der Kategorie Percussion. 2022 erhielt er den Kyoto-Preis in Musik. Zakir Hussain starb im Dezember 2024 im Alter von 73 Jahren in einem Krankenhaus San Francisco an den Folgen einer Lungenfibrose.
Zakir Hussain war ab 1978 bis zu seinem Ableben mit der italienisch-US-amerikanischen Kathak-Tänzerin Antonia Minnecola verheiratet, die er damals San Francisco Bay Area kennengelernt hatte. Die beiden arbeiteten auch vielfach zusammen.

## Werk

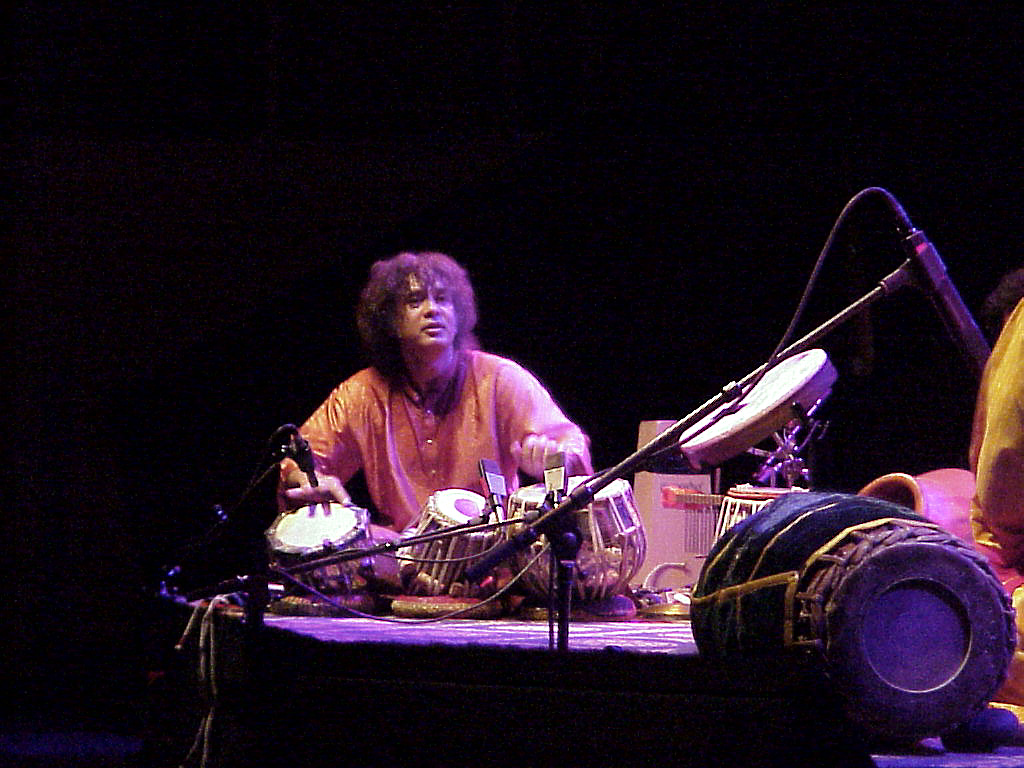
Zakir Hussain, 2001

Hussains Musik ist charakterisiert durch sein in langjährigem Studium erworbenes Wissen um die klassische indische Musik, seine technische Virtuosität und sein Talent für Improvisation. Obwohl sein Spiel tief in der indischen Tradition verwurzelt war, gilt er heute infolge seiner vielfältigen Kollaborationen mit westlichen Musikern als einer der Schöpfer der sogenannten Weltmusik.
Sein Schaffen lässt sich in zwei große Bereiche einordnen:
- Einerseits die Zusammenarbeit mit westlichen Musikern aus Jazz, Pop und Avantgarde, in die er das Element der Weltmusik einbrachte.
- Anderseits spielte Hussain auch immer wieder – und in Summe öfter als mit westlichen Musikern – in Indien. Ein besonderer Verdienst kommt ihm dabei um die Zusammenführung von Meistern der nord- und der südindischen musikalischen Traditionen zu; ein Weg, der schon mit McLaughlins Shakti begonnen hatte.

Immer wieder komponierte Hussain auch Musik zu Filmen. Bereits 1979 war er an der Filmmusik zu Francis Ford Coppolas Apocalypse Now beteiligt. 2003 komponierte er die Musik für Vijay Singhs film One Dollar Curry. 1993 komponierte und spielte er die Musik für Ismail Merchants Film In Custody und Bernardo Bertoluccis Little Buddha. In letzterem trat er auch selbst als ein Vanaprastham auf, ein in den Wäldern lebender Eremit, der materielle Bedürfnisse hinter sich gelassen hat. 1996 war er einer der Komponisten für die Musik zur Eröffnung der Olympischen Sommerspiele 1996 in Atlanta, und 2002 war er für die musikalische Untermalung von Mr. and Mrs. Iyer verantwortlich.

## Diskographie (Auswahl)
- Shakti (Shakti, aufgenommen 1975) – das Debütalbum der von McLaughlin zusammengestellten Gruppe.
- Natural Elements (Shakti, aufgenommen 1976) – das zweite Shakti-Album (ohne Ramnad V. Raghavan, Mridangam).
- A Handful of Beauty (Shakti, aufgenommen 1977) – die letzte Studioaufnahme von Shakti in der ursprünglichen Besetzung.
- Making Music (Z. Hussain, 1986) – das erste unter seinem Namen veröffentlichte Album, von Kritikern als „eines der inspiriertesten jemals aufgenommenen Alben mit Ost-West-Fusion“ bezeichnet.
- Who’s To Know (L. Shankar, 1990) – ein Meilenstein des Violinisten L. Shankar, der hier mit Z. Hussain die klassische indische Musik auf seine Weise wiederbelebt.
- Planet Drum (Z. Hussain mit Mickey Hart, 1992) – das mehrfach preisgekrönte Album, das Perkussiontraditionen aus der ganzen Welt verbindet. Entstanden auf Initiative des ehemaligen Drummers von Grateful Dead, Mickey Hart.
- Remember Shakti (Remember Shakti, 1997) – Liveaufnahmen der in teilweise neuer Besetzung als Remember Shakti wieder zusammen spielenden Gruppe (John McLaughlin, Zakir Hussain, T.H. Vinayakram, Hariprasad Chaurasia, Uma Metha)
- Tala Matrix (Tabla Beat Science, 2000) – das erste Album der von Bill Laswell initiierten Gruppe, zu der auch der Sarangispieler Sultan Khan gehört.
- Remember Shakti: The Believer (Remember Shakti, 2000) – Liveaufnahmen von in Europa gespielten Konzerten (John McLaughlin, Zakir Hussain, U. Shrinavas, V. Selvaganesh)
- Remember Shakti: Saturday Night in Bombay (Remember Shakti, 2001) – Liveaufnahme des Abschlusskonzerts der Remember Shakti-Welttournee, neben McLaughlin und Hussain sind auch eine Reihe hochkarätiger musikalischer Gäste aus Indien zu hören

## Auszeichnungen (Auswahl)
- Padma Shri (1988) – die vierthöchste zivile Auszeichnung, die von der indischen Regierung für Verdienste um das Land vergeben wird. Hussain war der jüngste Perkussionist, der die Auszeichnung erhalten hatte.
- Indo-American Award (1990) – für seine außergewöhnlichen Leistungen auf dem Gebiet des kulturellen Austauschs zwischen Indien und den USA.
- Sangeet Natak Academy Award (1991) – eine durch den Präsidenten Indiens verliehene Auszeichnung des führenden Kulturinstituts des Landes.
- Grammy (Kategorie „World Music“, 1992) – für das von Hussain und Mickey Hart produzierte Album Planet Drum.
- Best World Beat Album (1992) – Auszeichnung der Zeitschrift Down Beat, einer der führenden Publikationen zu Jazz, ebenfalls für Planet Drum.
- NARM Indie Best Seller Award (Kategorie „World Music Recording“, 1992) – Auszeichnung der National Association of Recording Merchandisers, wiederum für Planet Drum.
- National Heritage Fellowship (1999) – die prestigeträchtigste Auszeichnung, die in den USA an Meister traditioneller Künste vergeben wird.
- Padma Bhushan (2002) – die dritthöchste zivile Auszeichnung Indiens, in seinem Fall für seinen Beitrag zur indischen Musik.